# Mazirat
 Mazirat  là một xã ở tỉnh Allier thuộc miền trung nước Pháp.